# Animal (pel·lícula)
Animal és una pel·lícula dramàtica americana dirigida per David J. Burke, estrenada el 2005. Ha estat estrenada directament en vídeo.

## Argument
James Allen (Ving Rhames), de malnom Animal, és un gàngster violent que fa la seva llei al carrer. Però quan és empresonat en una presó alta seguretat, coneix un revolucionari (Jim Brown) que canviarà la seva vida. Ja com un home nou, James és alliberat i s'adona que el seu fill (Terrence Howard) segueix la mateixa vida que ell, plena de crims i de violència. Que pot fer un pare marcat pel seu passat per posar la seva família en el bon camí?

## Repartiment
- Ving Rhames: Animal
- Terrence Howard: Darius Allen
- Jim Brown: Berwell
- Chazz Palminteri: Kassada